# Rickard Wallin
Carl Rickard "Walle" Wallin, född 9 april 1980 i Stockholm, är en svensk före detta professionell ishockeyspelare. Han spelade totalt 542 matcher för Färjestad BK i SHL, med vilka han vann fyra SM-guld. Han är för närvarande sportdirektör i Färjestad BK.

## Spelarkarriär
Wallin började sin aktiva spelarkarriär i Västerås IK:s J20-trupp. Året därpå blev han klar för Färjestad BK och även där fick han spela i J20-truppen. Han pendlade mellan att spela i J20-truppen men på hösten 1999 tog han steget upp i Färjestads A-trupp för första gången. Det blev bara fem matcher och Wallin lånades ut till IF Troja/Ljungby i HockeyAllsvenskan. Säsongen efter, 2000/2001, kom han tillbaka till Färjestad och fick sitt genombrott då han noterades för 31 poäng på 47 matcher under grundserien samt 11 mål under slutspelet, flest mål av alla i ligan. Påföljande säsong, 2001/2002 vann han sitt första SM-guld med Färjestad. Han gjorde på nytt en poängstark säsong då han gjorde 43 poäng på 50 spelade matcher. Noterbart är att han under samma säsong lyckades producera 6 poäng (2 mål och fyra målgivande passningar) i en och samma match mot Brynäs IF i Gavlerinken den 24 oktober 2001.
2002 skrev Wallin kontrakt med Minnesota Wild i NHL där han endast spelade 19 matcher. Större delen av tiden i Nordamerika tillbringade han i Wilds farmarlag Houston Aeros i AHL. Till säsongen 2005/2006 återvände han till Färjestad. Efter en lyckad säsong tog han sitt andra SM-guld med laget.
Säsongen 2006/2007 skrev Wallin kontrakt med det schweiziska laget HC Lugano i Nationalliga A. 2008 valde han att återvända till Sverige och Karlstad där han skrev på ett nytt kontrakt för Färjestad.
Efter att hans lagkamrat Jörgen Jönsson på hösten 2008 meddelat att han skulle avsluta sin karriär efter säsongen utsågs Wallin till ny lagkapten i Färjestad, men den 10 juli 2009 kom beskedet att Wallin skrivit på för Toronto Maple Leafs. Wallin spelade sammanlagt 60 grundseriematcher för Toronto under säsongen 2009/10 och noterades för 9 poäng (varav 2 mål).
Den 25 maj 2010 kom nyheten att Wallin återvänder till Färjestad efter bara en säsong hos Toronto. Wallin avslutade säsongen 2009/2010 med ett VM-brons tillsammans med Tre Kronor.
Säsongen 2010/2011 vann Wallin SM-guld med Färjestad. Tillsammans med lagkollegan Mikael Johansson vann han även slutspelets skytteliga. 
I april 2014 utlöpte hans fyraårskontrakt med Färjestad. Han förlängde sitt kontrakt med ytterligare säsong med en mycket lägre lön, beroende på hans svaga facit under säsongen 2013/2014 då han enbart noterades för åtta poäng (4+4). Säsongen 2014/2015 innehade han en mer defensiv roll i laget och belönades med ett nytt ettårskontrakt med Färjestad.
Rickard Wallin bar tröjnummer 51.
27 april 2016 avslutade Wallin sin aktiva karriär som hockeyspelare då hans kontrakt med Färjestad gick ut.
Färjestad valde att hylla Wallin på finaste sätt efter karriären. Tröja nummer 51 hissades den 23 september 2017 upp i Löfbergs Arenas tak. 
Inför säsongen 2021/2022 valdes Wallin in i Färjestad BK styrelse. I november 2021 blev det officiellt att han tillsätts som sportdirektör i Färjestad BK.

## Meriter
- Junior-EM-guld 1998
- Årets rookie 2000/2001 (1 av 4 spelare)
- SM-silver 2001 och 2014 med Färjestad BK
- SM-guld 2002, 2006, 2009 och 2011 med Färjestad BK
- Calder Cup-mästare med Houston Aeros 2003
- VM-brons 2009
- Elitserien All-Star team 2009
- VM-brons 2010
- VM-silver 2011

## Statistik

### Klubbkarriär
| 1998–99    | Färjestad BK        | SHL        | 5   | 0   | 0   | 0   | 0   | —   | —  | —  | —  | —   |
| 2000–01    | Färjestad BK        | SHL        | 47  | 9   | 22  | 31  | 24  | 16  | 11 | 3  | 14 | 4   |
| 2001–02    | Färjestad BK        | SHL        | 50  | 12  | 31  | 43  | 56  | 10  | 4  | 9  | 13 | 8   |
| 2002–03    | Houston Aeros       | AHL        | 52  | 13  | 22  | 35  | 70  | 23  | 4  | 11 | 15 | 22  |
| 2002–03    | Minnesota Wild      | NHL        | 4   | 1   | 0   | 1   | 0   | —   | —  | —  | —  | —   |
| 2003–04    | Houston Aeros       | AHL        | 47  | 14  | 18  | 32  | 36  | 2   | 0  | 0  | 0  | 2   |
| 2003–04    | Minnesota Wild      | NHL        | 15  | 5   | 4   | 9   | 14  | —   | —  | —  | —  | —   |
| 2004–05    | Houston Aeros       | AHL        | 79  | 12  | 31  | 43  | 61  | 5   | 1  | 0  | 1  | 29  |
| 2005–06    | Färjestad BK        | SHL        | 50  | 11  | 19  | 30  | 82  | 18  | 6  | 3  | 9  | 28  |
| 2006–07    | HC Lugano           | NLA        | 44  | 14  | 35  | 49  | 87  | —   | —  | —  | —  | —   |
| 2007–08    | Färjestad BK        | SHL        | 55  | 17  | 23  | 40  | 54  | 12  | 1  | 5  | 6  | 8   |
| 2008–09    | Färjestad BK        | SHL        | 55  | 18  | 27  | 45  | 56  | 13  | 1  | 4  | 5  | 8   |
| 2009–10    | Toronto Maple Leafs | NHL        | 60  | 2   | 7   | 9   | 10  | —   | —  | —  | —  | —   |
| 2010–11    | Färjestad BK        | SHL        | 32  | 9   | 12  | 21  | 20  | 14  | 4  | 9  | 13 | 12  |
| 2011–12    | Färjestad BK        | SHL        | 53  | 9   | 18  | 27  | 42  | 11  | 5  | 4  | 9  | 12  |
| 2012–13    | Färjestad BK        | SHL        | 48  | 11  | 27  | 38  | 42  | 10  | 2  | 4  | 6  | 6   |
| 2013–14    | Färjestad BK        | SHL        | 43  | 4   | 4   | 8   | 28  | 15  | 4  | 1  | 5  | 12  |
| 2014–15    | Färjestad BK        | SHL        | 55  | 2   | 13  | 15  | 52  | 3   | 0  | 0  | 0  | 0   |
| 2015–16    | Färjestad BK        | SHL        | 49  | 4   | 9   | 13  | 28  | 5   | 1  | 1  | 2  | 0   |
| SHL totalt | SHL totalt          | SHL totalt | 542 | 106 | 205 | 311 | 484 | 127 | 39 | 43 | 82 | 108 |
| NHL totalt | NHL totalt          | NHL totalt | 79  | 8   | 11  | 19  | 34  | —   | —  | —  | —  | —   |

### Internationellt
| År            | Lag           | Turnering     |    | Matcher | Mål | Assist | Poäng | Utv |
| ------------- | ------------- | ------------- | -- | ------- | --- | ------ | ----- | --- |
| 1998          | Sverige       | JVM           | 7  | 2       | 2   | 4      | 0     |     |
| 2007          | Sverige       | VM            | 9  | 2       | 0   | 2      | 6     |     |
| 2008          | Sverige       | VM            | 9  | 2       | 3   | 5      | 4     |     |
| 2009          | Sverige       | VM            | 9  | 1       | 0   | 1      | 8     |     |
| 2010          | Sverige       | VM            | 9  | 1       | 5   | 6      | 0     |     |
| Junior totalt | Junior totalt | Junior totalt | 7  | 2       | 2   | 4      | 0     |     |
| Senior totalt | Senior totalt | Senior totalt | 36 | 6       | 8   | 14     | 18    |     |